# Vandans
Vandans település Ausztria legnyugatibb tartományának, Vorarlbergnek a Bludenzi járásában található. Területe 53,55 km², lakosainak száma 2 586 fő, népsűrűsége pedig 48 fő/km² (2014. január 1-jén). A település 660 méteres tengerszint feletti magasságban helyezkedik el.
A település részei: 
- Außervens
- Daleu
- Innerbach
- Innervens
- Rellstal
- Rodund
- Zwischenbach

## Fordítás
- Ez a szócikk részben vagy egészben  a   Vandans című angol Wikipédia-szócikk ezen változatának fordításán alapul.  Az eredeti cikk szerkesztőit annak laptörténete sorolja fel. Ez a jelzés csupán a megfogalmazás eredetét és a szerzői jogokat jelzi, nem szolgál a cikkben szereplő információk forrásmegjelöléseként.